# Caladan
Caladan je fiktivní planeta z románové série Duna Franka Herberta. 

## Přírodní podmínky
Caladan je třetí planetou v soustavě Delta Pavonis. Jde o planetu zemského typu se značným podílem moří, patřící rodu Atreidů. Nacházejí se zde pouze tři kontinenty a celá řada ostrovů, většinu povrchu zaujímá oceán. Z toho důvodu se většina obyvatel věnuje rybářství a pěstování rýže pundi, která je hlavním vývozním artiklem Caladanu. Kromě toho se na Caladanu pěstuje víno nejvyšší kvality. Podnebí je deštivé, charakteristické jsou silné větry.
Zvláštním tvorem Caladanu je elektrán, jakýsi elektrický vír žijící v hlubokých mořích. Je nesmírně vzácný, pročež je někdy považován za pouhou legendu, nicméně existují osoby, které se s ním setkaly – například Leto Atreides ve svém mládí. Elektrán je nesmírně útočný a nebezpečný. 

## Historie
Planeta se poprvé dostala do povědomí v době Služebnického džihádu, kdy patřila mezi nepřipojené planety (nepatřila ani k Synchronizovaným světům myslících strojů, ani k Lize vznešených, ovládané svobodným lidstvem). Když počítačová všemysl Omnius zjistila, že dobývat planety Ligy je příliš těžké, zaměřily se myslící stroje na napadání nepřipojených planet. Liga na to reagovala tak, že se pokoušela co nejvíce nepřipojených planet získat do svých řad. Za tímto účelem vykonal vrchní velitel vojsk Ligy Vorian Atreides inspekční cestu na Caladan. Ten byl už v té době obýván málo početným, ale poctivým a šťastným rybářským lidem. Vorian se zde seznámil s dívkou Leronikou, která mu později porodila dva syny. Vorian však kvůli vojenským povinnostem neměl čas se jim věnovat a přestože Leroniku později přestěhoval na Salusu Secundus a prožil s ní šťastný život, se svými syny nikdy příliš dobře nevycházel. 
Caladan se o několik let později ocitl v ohrožení, když Tleilaxané spolu s velkým patriarchou Ligy Iblisem Ginjem tajně plánovali na planetu zaútočit a získat odtud otroky pro své orgánové farmy. Plán však odhalil Vorianův přítel Xavier Harkonnen a obětoval život, aby jej překazil. Tleilaxané se tak navždy octli v opovržení, i když postupně s nimi opět byla navázána spolupráce. 
Vorianovi synové se později vrátili na Caladan. V roce 8711 se planeta stala imperiálním lénem Atreidů. Roku 10191 byla vévodovi Leto Atreidovi imperátorem Shaddamem IV. vnucena výměnou za Caladan pouštní planeta Arrakis, jediný zdroj melanže ve vesmíru. Leto záhy na to na Arrakis přišel o život a vládcem Arrakis a následně i Impéria se stal Letův syn Paul Atreides. Za věrné služby byl Caladan věnován atreidskému zbrojmistrovi Gurney Halleckovi.
Postupně se Caladan, v pozdějších tisíciletích nazývaný jen Dan stal celkem bezvýznamnou planetou. V době války Sesterstva Bene Gesserit proti ctěným matre byl na Caladanu Tvarovými tanečníky vychováván klon barona Vladimira Harkonnena, úhlavního nepřítele rodu Atreidů. V té době už z původního atreidského hradu zbývají jen trosky, takže už je zřejmě několik století neobývaný.
Na samém konci série se na Caladan přestěhují klon lady Jessiky a vévody Leta, aby zde pokračovali v atreidské tradici, a nechají opravit jejich rodný hrad.